# Parco del Po Torinese
Il parco del Po Torinese è stata un'area naturale protetta, confluita nel Parco naturale del Po piemontese insieme al Parco del Po Vercellese/Alessandrino e a parte del Parco del Po cuneese nel gennaio 2020.
Era il secondo segmento del sistema delle aree protette della fascia fluviale del Po e si estendeva  da tlerritorio compreso nel comune di Casalgrasso (dove terminava il parco del Monviso) sino al territorio del comune di Crescentino (dove iniziava il parco del Po Vercellese/Alessandrino). Il parco, candidato nel 2015 insieme alla Collina Torinese ad essere riconosciuto riserva della biosfera dall'UNESCO, consegue il titolo il 19 marzo 2016.

## Storia
Il sistema delle aree protette della fascia fluviale del Po venne istituito con legge regionale della Regione Piemonte n. 28 del 17 aprile 1990, si estende per 235 km dalle sorgenti del fiume Po, presso il Pian del Re, fino alla Lombardia, per un'area complessiva di oltre 25.000 ha di territorio protetto.

## Aree protette
Il parco comprende 12 aree protette (8 riserve naturali speciali e 4 aree attrezzate):
- la riserva naturale speciale Confluenza del Maira
- la riserva naturale speciale Lanca di San Michele
- la riserva naturale speciale Lanca di Santa Marta e Confluenza del Banna
- la riserva naturale del Meisino e dell'Isolone Bertolla
- la Riserva naturale della confluenza dell'Orco e del Malone
- la riserva naturale speciale Confluenza della Dora Baltea (Baraccone)
- la riserva naturale speciale Mulino Vecchio (Dora Baltea)
- la riserva naturale speciale Isolotto del Ritano (Dora Baltea)
- l'area attrezzata Oasi del Po Morto
- l'area attrezzata del Molinello
- l'area attrezzata Le Vallere
- l'area attrezzata Arrivore e Colletta

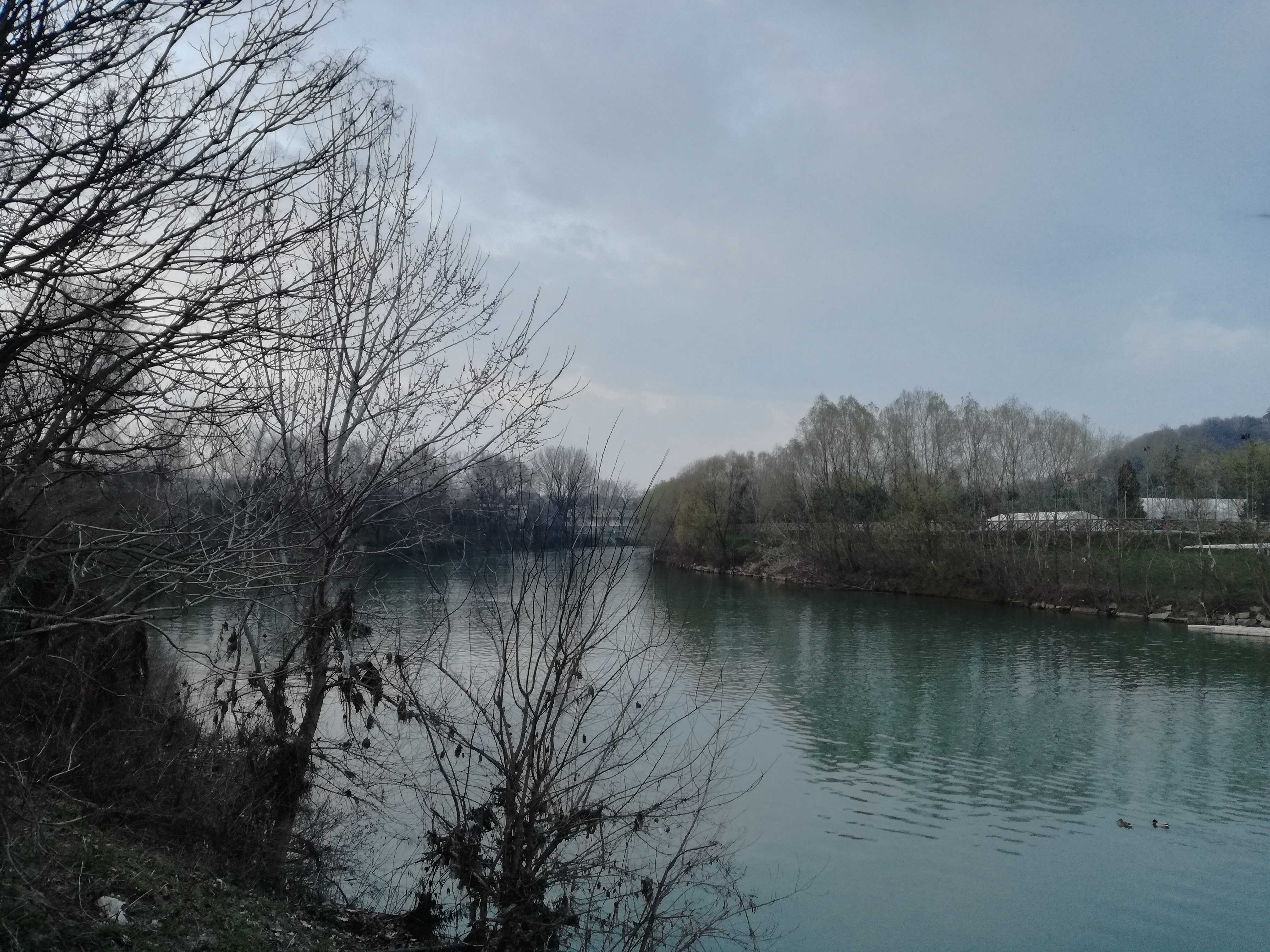
Il Po alle Vallere

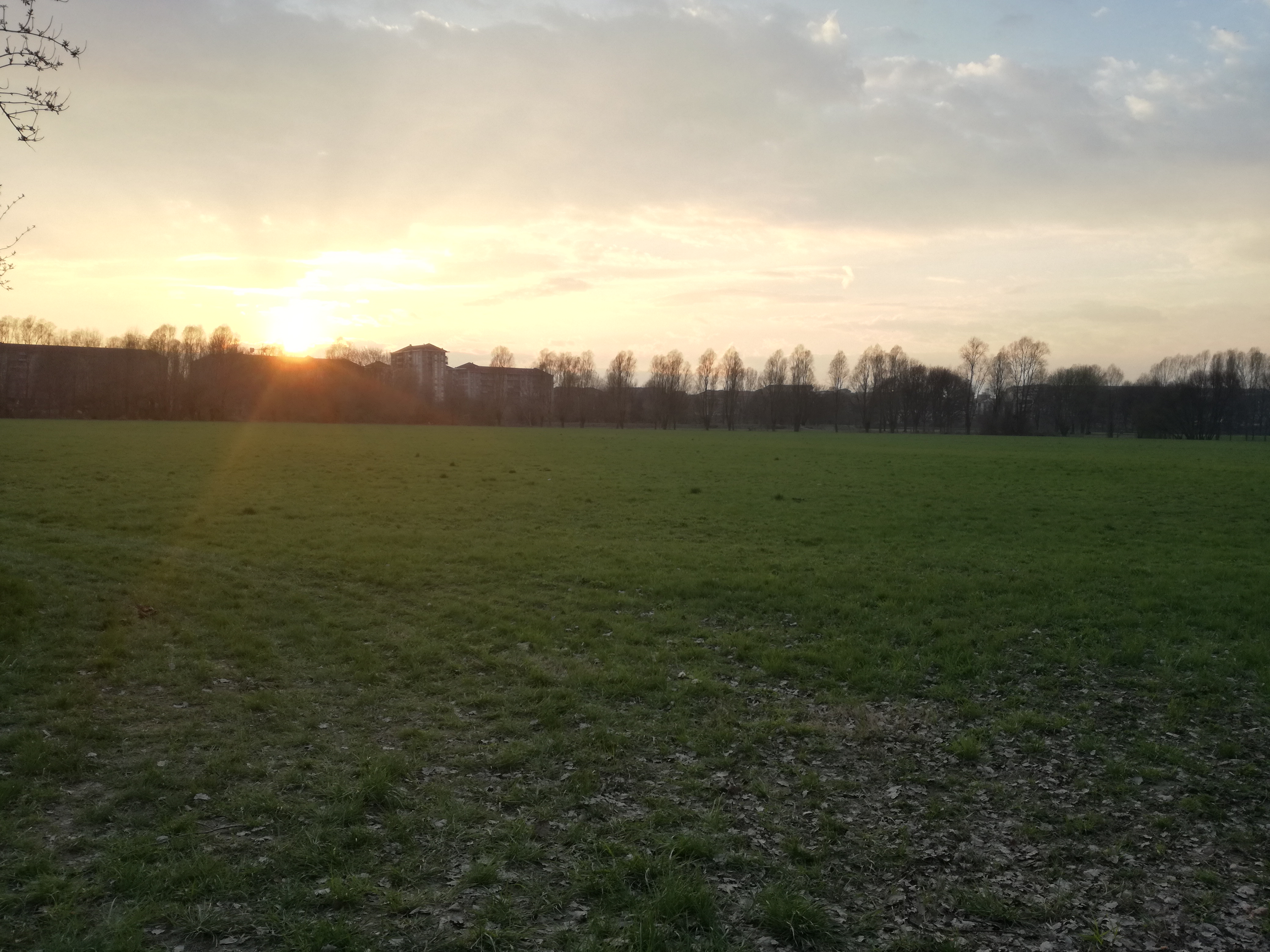
Il parco delle Vallere

## Sede amministrativa
Cascina Le Vallere, Corso Trieste, 98 - 10024 Moncalieri (TO)
- Tel. 011/64880
- Fax 011/643218
- E-mail: info.parcopotorinese@inrete.it